# Sixten Gemzéus stora musikstipendium
Sixten Gemzéus stora musikstipendium är ett svenskt stipendium som utdelas årligen sedan 2017 till en ung svensk musiker av Sixten Gemzéus stiftelse, vilken förvaltas av Gålöstiftelsen. Stipendiet är på 500 000 kronor.
Sixten Gemzéus var en svensk officer, som 1956 förordnade att hans kvarlåtenskap skulle gå till en stiftelse i hans namn för att stödja "teoretisk eller praktisk utbildning av ungdom med utmärkt begåvning". Stiftelsen bildades 1963.
Stipendiemottagare nomineras av en jury, som lämnar förslag till kandidat till Gålöstiftelsens styrelse.

## Tidigare stipendiemottagare
- 2017 Jakob Koranyi, cellist[3]
- 2018 Christina Nilsson, operasångerska[4]
- 2019 Emil Eliasson, dirigent[5]
- 2020 Johan Dalene, violinist[6]
- 2021 David Huang, pianist[7]
- 2022 Cornelia Beskow, operasångerska[8]
- 2023 Ellen Nisbeth, viola [9]
- 2024 Ida Ränzlöv, mezzosopran[10]